# Colors Straight Up
Colors Straight Up è un documentario del 1997 diretto da Michèle Ohayon candidato al premio Oscar al miglior documentario.